# Protipravno pridržanje
Protipravno pridržanje, nezakonito pridržanje ali protipraven odvzem prostosti nastopi, ko nekdo namerno omeji gibanje druge osebe na katerem koli območju brez pravnega pooblastila, utemeljitve in soglasja pridržane osebe. Za protipravno pridržanje ni potreben dejanski zapor, ampak zadostuje omejitev gibanja. Dejanje lahko povzroči zasebna ali javna oseba (npr. policija, psihiatrična ustanova idr.). Obravnava se kot kaznivo dejanje, zanj pa je mogoče izterjati tudi odškodnino.
V Sloveniji je zakonito policijsko pridržanje urejeno v 157. členu Zakona o kazenskem postopku in lahko traja največ 48 ur, izpolnjeni pa morajo biti tudi drugi pogoji. Dejanje se po 133. členu Kazenskega zakonika kaznuje z zaporom.
V državah, kjer velja anglosaško pravo (common law), je v primeru pridržanja s strani policije mogoče zoper pridržanje zahtevati obravnavo na podlagi določb o habeas corpus.